# في ظروف غامضة (مسلسل)
في ظروف غامضة هو مسلسل تم إنتاجه في سوريا. بدأ عرضه في سنة 2015 على قناة سورية دراما، تلفزيون الجديد. كما بلغ عدد حلقاته 30 حلقة، وتبلغ مدة الحلقة الواحدة 40 دقيقة. المسلسل من تأليف فادي قوشقجي، وهو من إخراج المثنى صبح. تم بث المسلسل لأول مرة بتاريخ 18 حزيران عام  2015.

## بطولة
- نسرين طافش
- ميلاد يوسف
- سلوم حداد
- وفاء موصللي
- أمانة والي
- نجاح سفكوني
- سحر فوزي
- براء وفيق الزعيم

## القصة
تفقد «دارين» عائلتها الصغيرة، بجريمة قتل، ليضعها هذا الحادث الاستثنائي، وخلال البحث عن ملابساته، بمواجهة صادمة مع تاريخ هذه العائلة، التي كانت تعتقد حتى وقوع الجريمة أنها «عائلة مثالية»... ويقدّم الكاتب فادي قوشقجي عبر هذا المسلسل مقاربة للأزمة السورية، من خلال بحث البطلة في تاريخ عائلةٍ، يعيشُ أفرادها الزمن ذاته الذي نعيشه نحن، وهم مرتبطون بما يحدث في سوريا اليوم، بكل تفاصيله الأمنية، والاقتصادية، والخدمية، وبعض مساراتهم مرتبطة بشكلٍ مباشر أحياناً بالأزمة.

## الممثلون والشخصيات
| الممثل         | الشخصية التي لعبها |
| -------------- | ------------------ |
| نسرين طافش     | دارين              |
| ميلاد يوسف     | مازن               |
| سلوم حداد      | *                  |
| وفاء موصللي    | *                  |
| نجاح سفكوني    | *                  |
| أمانة والي     | *                  |
| نادين خوري     | أم مازن            |
| ندين تحسين بيك | رشا                |
| علا الباشا     | *                  |
| لينا حوارنة    | *                  |

## ردود الفعل
جريدة السفير:
في زحمة الأعمال الرمضانيّة، وفي وقت استسلم بعض صنّاع الدراما السوريّة إلى لعبة الإبهار الفارغ على حساب المضمون، يقدّم مسلسل «في ظروف غامضة» تجربة متفرّدة، من خلال قصّة بسيطة تغوص في أعماق الحياة الإنسانية والعلاقات المتشابكة في زمن الحرب.

## وصلات خارجية
صفحة الفيسبوك